# Topki járás
A Topki járás (oroszul Топки́нский райо́н) Oroszország egyik járása a Kemerovói területen. Székhelye Topki.

## Népesség
- 1989-ben 19 018 lakosa volt.
- 2002-ben 18 077 lakosa volt.
- 2010-ben 44 887 lakosa volt, melynek 94,1%-a orosz, 1,5%-a német, 1%-a csuvas, 0,8%-a ukrán, 0,5%-a tatár, 0,4%-a örmény  stb.